# 波尔西温库拉
波尔西温库拉是巴西里约热内卢州的一个市镇。总面积302.201平方公里，总人口18444人，人口密度61人/平方公里。